# ローゼン・ケイタ
ローゼン・ケイタ（Losene Keita、1997年12月30日 - ）は、ベルギーの男性総合格闘家。ウェスト＝フランデレン州コルトレイク出身。ラミロ・ファイト・クラブ所属。現OKTAGONライト級・フェザー級王者。OKTAGON二階級同時制覇王者。元WFLウェルター級王者。ロセーヌ・ケイタとも表記される。

## 来歴

### 幼少期から MMA へ
12歳でベルギー・西フランダース州コルトライクに移住。その後、その地を拠点とする。
現地でバスケットやサッカーに親しむも、学校や街で喧嘩を繰り返し、若い頃は警察に捕まることも。当時、4か月の刑務所暮らしも経験。釈放後、ストリートファイトを続けていたが、友人から誘われて MMA ジムへ。トレーニング後すぐに打撃の才能に気づき、MMA に開眼。 

### アマチュア〜プロ初期
トレーニング開始から2ヶ月で初のアマチュア戦（2017年勝利）、その後無敗で4〜8戦前後にてプロ転向。 
プロデビューは2019年3月5日。強豪 Gracjan Golebiowski に判定勝ち。2019年末までに Atlas MMA や World Fighting League（WFL）で一連の KO 勝利を収め、WFL ウェルター級王座を獲得。 ￼

### OKTAGON MMA での躍進
OKTAGON MMA デビュー：2021年12月、Karol Ryšavýを初ラウンドKOで撃破（ライト級デビュー戦）。 
2022年2月、ロナルド・パラダイザーを判定で下し、インターライト級王座への道を開く。2022年6月、Ivan Buchinger を1R TKOで破り、OKTAGON ライト級王座を獲得（ライト級王座初戴冠）。
2023年2〜4月、フェザー級に階級を落とし、Samuel Bark や Jakub Tichota に TKO勝ち。インター級タイトルを経て、12月に Niko Samsonidse を秒殺 KO し、フェザー級王座を獲得。唯一の敗北は2023年7月、Mate Sanikidze 戦（OKTAGON 45）で第1ラウンド開始直後、自身の蹴りで足を骨折し TK O負け。 

### ライト級王座返り咲きとトーナメント制覇
2024年5～9月：Tipsport Gamechanger €1M モノトーナメントに参戦し、Agy Sardari（判定勝ち）、Predrag Bogdanović（ボディKO）、Mateusz Legierski（判定）を下して決勝に進出。
2024年12月29日、OKTAGON 65 決勝で再び Ronald Paradeiser にTKO勝ち。ライト級王座と €1M トーナメント優勝を同時に達成。これにより OKTAGON 両階級の現役王者・ダブルチャンピオンとなる。 

### 契約と今後の展望
複数回にわたる UFC や PFL からのオファーを拒否し、OKTAGON との複数年契約を継続。自分の価値を理解してくれているプロモーションとファンを大切にする姿勢を表明。

### UFC
2025年8月15日、UFCと契約した。

## 戦績
| 総合格闘技 戦績 | 総合格闘技 戦績 | 総合格闘技 戦績 | 総合格闘技 戦績 | 総合格闘技 戦績 | 総合格闘技 戦績 | 総合格闘技 戦績 |
| --------------- | --------------- | --------------- | --------------- | --------------- | --------------- | --------------- |
| 17 試合         | (T)KO           | 一本            | 判定            | その他          | 引き分け        | 無効試合        |
| 16 勝           | 10              | 0               | 6               | 0               | 0               | 0               |
| 1 敗            | 1               | 0               | 0               | 0               | 0               | 0               |

| 勝敗 | 対戦相手                         | 試合結果                                             | 大会名                                                             | 開催年月日     |
|      | パトリシオ・ピットブル           | 試合前                                               | UFC Fight Night: Imavov vs. Borralho                               | 2025年9月6日   |
| ○    | ロナルド・パラダイサー           | 2R 4:02 TKO（スタンドでのエルボー→グラウンドパンチ） | OKTAGON 65: Paradeiser vs. Keita 2 【ライト級トーナメント決勝】    | 2024年12月29日 |
| ○    | マテウシュ・レゲルスキ           | 5分3R終了 判定3-0                                    | OKTAGON 61: Paradeiser vs. Duque 【ライト級トーナメント準決勝】    | 2024年9月21日  |
| ○    | プレドラグ・ボグダノヴィッチ     | 2R 4:15 TKO（ボディへのパンチ）                      | OKTAGON 59: Paradeiser vs. Torres 【ライト級トーナメント準々決勝】 | 2024年7月20日  |
| ○    | アギー・サルダリ                 | 5分3R終了 判定3-0                                    | OKTAGON 57: Eckerlin vs. Broz 【ライト級トーナメント1回戦】        | 2024年5月4日   |
| ○    | ニコ・サムニツェ                 | 2R 0:23 KO（右ストレート→パウンド）                  | OKTAGON 50: Ostrava 【OKTAGONフェザー級王座決定戦】                | 2023年12月9日  |
| ×    | マテ・サニキゼ                   | 1R 1:08 TKO（脚の負傷）                              | OKTAGON 45: Stvanise 【OKTAGONフェザー級タイトルマッチ】           | 2023年7月29日  |
| ○    | ヤクブ・ティホタ                 | 4R 3:53 TKO（スタンドパンチ）                        | OKTAGON 42: Keita vs. Tichota 【OKTAGONフェザー級暫定王座決定戦】  | 2023年4月29日  |
| ○    | サミュエル・バーク               | 3R 0:30 TKO（左アッパー）                            | OKTAGON 39: Jungwirth vs. Oliveira                                 | 2023年2月11日  |
| ○    | イヴァン・ブヒンガー             | 1R 3:00 TKO（右ストレート→パウンド）                 | OKTAGON 33: Buchinger vs. Keita 【OKTAGONライト級タイトルマッチ】  | 2022年6月4日   |
| ○    | ロナルド・パラダイサー           | 5分3R終了 判定3-0                                    | OKTAGON 31: Kristofic vs. Kincl 【OKTAGONライト級暫定王座決定戦】  | 2022年2月26日  |
| ○    | カロル・リサヴィ                 | 1R 2:55 KO（右ストレート）                           | OKTAGON 29: Kozma vs. Velickovic                                   | 2021年12月4日  |
| ○    | バルトシュ・ゴルチツァ           | 1R 0:39 KO（パンチ）                                 | WFL MMA 6                                                          | 2021年8月15日  |
| ○    | レイモンド・ジャーマン           | 1R 4:26 KO（パンチ）                                 | WFL MMA 4                                                          | 2021年5月30日  |
| ○    | タイロン・アグテリーク・チャバロ | 1R 2:02 TKO（パンチ）                                | WFL MMA 5                                                          | 2020年2月16日  |
| ○    | スーフィエンヌ・ウディナ         | 5分3R終了 判定3-0                                    | Team Bushido - Ultimate Contest 11                                 | 2019年12月7日  |
| ○    | カロル・ミハラク                 | 5分3R終了 判定3-0                                    | Atlas MMA 6                                                        | 2019年11月2日  |
| ○    | グラシアン・ゴレビオフスキ       | 5分3R終了 判定3-0                                    | SHC 15                                                             | 2019年10月5日  |

### アマチュア総合格闘技
| 勝敗 | 対戦相手             | 試合結果              | 大会名                                      | 開催年月日    |
| ○    | ルディ・マハライト   | 1R 1:00 TKO（パンチ） | VMMA 7                                      | 2018年6月30日 |
| ○    | ミシェル・ギルジャム | 3分3R終了 判定3-0     | Fight Club Den Haag - Netherlands vs. Japan | 2018年5月21日 |
| ○    | イドリス・ングイメト | 1R 2:15 KO（パンチ）  | 360 Promotion                               | 2017年5月28日 |

## 獲得タイトル
- OKTAGONライト級暫定王座（2022年）
- OKTAGONライト級王座（2022年）
- OKTAGONフェザー級暫定王座（2023年）
- OKTAGONフェザー級王座（2023年）